# Folignano
Folignano (im örtlichen Dialekt: Fijagnà) ist eine italienische Gemeinde (comune) mit 8746 Einwohnern (Stand 31. Dezember 2023) in der Provinz Ascoli Piceno in den Marken. Die Gemeinde liegt etwa 5,5 Kilometer südöstlich von Ascoli Piceno und grenzt unmittelbar an die Provinz Teramo. Folignano wird durch die Höhenzüge der Abruzzen begrenzt. Die Adria liegt 35 Kilometer östlich. Nördlich der Gemeinde fließt der Tronto.

## Verkehr
Durch die Gemeinde führt die Strada Statale 81 , diese führt direkt zur Raccordo autostradale 11, die als Schnellstraße Ascoli Piceno mit San Benedetto del Tronto-Porto d’Ascoli an der Adria verbindet. Mit Marino del Tronto hat Folignano einen Haltepunkt an der Bahnstrecke von Ascoli Piceno nach San Benedetto del Tronto.